# Бабей Юлій Іванович

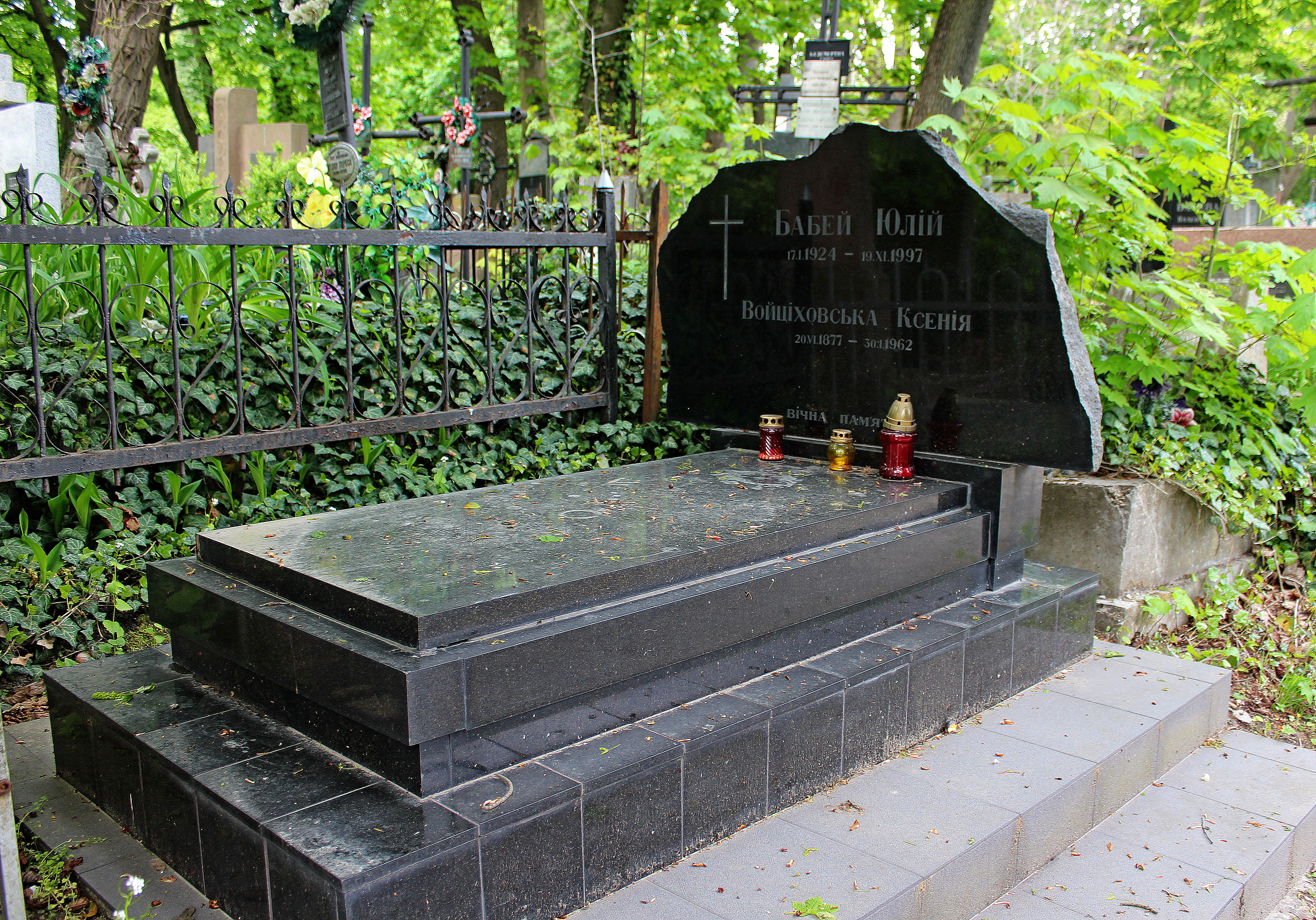

Бабей Юлій Іванович (нар. 17 січня 1924, с.  Лабова Польща - 19 листопада 1997, Львів Україна) - фахівець у галузі металургії. Доктор технічних наук (1983), професор (1985). Премія імені Є. Патона АН УРСР (1984). Член НТШ. 
Закінчив Львівський політехнічний інститут (1950). Працював на Львівському автобусному заводі провідним конструктором, начальник експериментального цеху (1950–58); у Фізично-механічному інституті НАНУ: молодший науковий спеціаліст (1959–61), головний інженер (1961–65), старший науковий співробітник (1965–68), завідувач відділу (1968–89), провідний науковий співробітник (1989–97). 
У 1964 у Львівській політехніці захистив кандидатську дисертацію на тему "Влияние механической обработки и технологической наследственности на структуру приповерхностных слоев стали и её усталостную прочность в рабочих средах". 
Досліджував вплив корозійних середовищ на механіку руйнування конструкційних матеріалів; антикорозійний захист і засоби поверхневого зміцнення сталі. Зробив значний внесок у розкриття механізму формування структурно-напруженого стану та фізично-механічного і корозійних властивостей металу за швидкістю нагріву, одночасно деформування й наступання охолодження. .
Помер у Львові. Похований на 21 полі Янівського цвинтаря.

## Праці
- Упрочнение стали механической обработкой. 1966 (співавт.). Київ;
- Защита стали от коррозионно-механического разрушения / Бабей Юлий Иванович, Сопрунюк Надежда Григорьевна. — Киев : Техніка, 1981. — 126 с.: ил.;
- Физические основы импульсного упрочнения стали и чугуна / Ю. И. Бабей. – Київ : Наукова думка, 1988. – 240 с.;
- Поверхностное упрочнение металлов / Ю.И. Бабей, Б.И. Бутаков, В.Г. Сысоев. – Київ : Наукова думка, 1995. – 255 с.